# Malý mollový septakord
Malý mollový septakord je pojem z oboru hudební teorie označující poměrně často používaný typ čtyřzvuku (v evropské hudbě).
Jedná se o akord obsahující kromě svého základního tónu ještě malou tercii, čistou kvitnu a malou septimu. Z hlediska terciového systému je malý mollový septakord rozšířením mollového kvintakordu.

## Značení
Malý mollový septakord je značen velkým písmenem názvu základního tónu s příponou mi pro označení mollového charakteru, který je doplněn o horní index 7 (ten se obecně používá ke značení malé septimy):
- {\displaystyle Cmi^{7}\,\!} od základního tónu c
- {\displaystyle F^{\#}mi^{7}\,\!} od základního tónu fis
- {\displaystyle E^{b}mi^{7}\,\!} od základního tónu es

Existují také některá alternativní značení, nejčastěji:
- {\displaystyle Cm^{7}\,\!}
- {\displaystyle c^{7}\,\!}

## Složení
Následující tabulka obsahuje složení malého mollového septakordu od jednotlivých základních tónů:
| Značka akordu                    | Základní tón | Malá tercie | Čistá kvinta | Malá septima |
| -------------------------------- | ------------ | ----------- | ------------ | ------------ |
| {\displaystyle Cmi^{7}\,\!}      | c            | es          | g            | b            |
| {\displaystyle Gmi^{7}\,\!}      | g            | b           | d            | f            |
| {\displaystyle Dmi^{7}\,\!}      | d            | f           | a            | c            |
| {\displaystyle Ami^{7}\,\!}      | a            | c           | e            | g            |
| {\displaystyle Emi^{7}\,\!}      | e            | g           | h            | d            |
| {\displaystyle Hmi^{7}\,\!}      | h            | d           | fis          | a            |
| {\displaystyle F^{\#}mi^{7}\,\!} | fis          | a           | cis          | e            |
| {\displaystyle C^{\#}mi^{7}\,\!} | cis          | e           | gis          | h            |
| {\displaystyle A^{b}mi^{7}\,\!}  | as           | ces (=h)    | es           | ges          |
| {\displaystyle E^{b}mi^{7}\,\!}  | es           | ges         | b            | des          |
| {\displaystyle B^{b}mi{7}\,\!}   | b            | des         | f            | as           |
| {\displaystyle Fmi^{7}\,\!}      | f            | as          | c            | es           |

## Význam
Malý mollový septakord lze použít v mollových skladbách ve funkci tóniky nebo subdominanty, protože obsahuje malou tercii a malou septimu – intervaly charakteristické pro aiolský modus a dórský modus. Lze jej použít i jako mollovou dominantu, ale zde je častěji užíván dominantní septakord, který stojí na pátém stupni harmonické mollové stupnice.